# HMS Bristol (D23)
El HMS Bristol (D23) fue un destructor de la Royal Navy. Bristol estaba destinado a ser el primero de una clase de grandes destructores para escoltar a los portaaviones CVA-01. Sin embargo, estos portaaviones no fueron construidos, y como resultado fue el único destructor Tipo 82 construido para la Royal Navy. Se retiró en 2020 después de operar como buque escuela.

## Construcción y características
El Bristol fue construido por Swan Hunter. Fue iniciado el 15 de noviembre de 1967, botado el 30 de junio de 1969 y completado el 31 de marzo de 1973. Su costo total fue de 22,5 millones de libras esterlinas.
El Bristol desplazaba 7100 toneladas. Tenía una propulsión COSAG, compuesta por dos turbinas de vapor Standard Range (30 000 shp) y dos turbinas de gas Bristol-Siddeley Marine Olympus TMIA (30 000 shp). Alcanzaba una velocidad de 28 nudos. Su armamento se componía por un cañón Mark 8 de calibre 114 mm, dos de calibre 20 mm y sistema antiaéreo de misiles GWS 30 Sea Dart.

## Historia de servicio

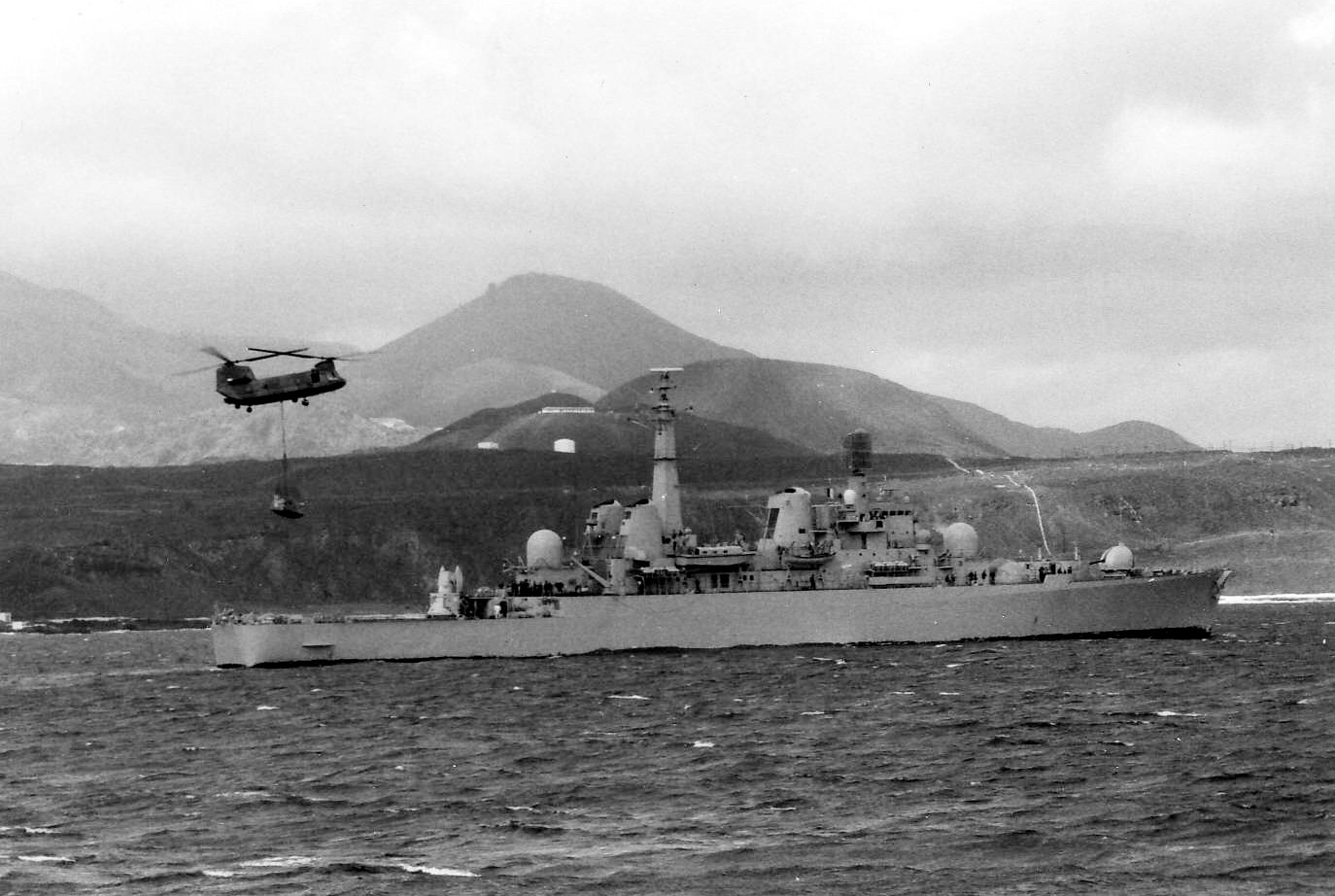
El HMS Bristol recibe una carga desde un helicóptero en la isla Ascensión, 18 de mayo de 1982.

El HMS Bristol integró la Fuerza de Tareas 317, enviada al Atlántico Sur en 1982 por la guerra de las Malvinas. El Bristol zarpó de Portsmouth el lunes 10 de mayo para liderar una travesía (llamada el «grupo Bristol») formada por el destructor HMS Cardiff, las fragatas HMS Active, HMS Avenger, HMS Andromeda, HMS Minerva y HMS Penelope y el petrolero de flota RFA Olna. Su comandante era el capitán A. Grose. Arribó al teatro de operaciones el 23 de mayo.
El conflicto finalizó el 14 de junio con la rendición argentina en las Malvinas. El HMS Bristol continuó en el Atlántico Sur y el 28 de agosto de 1982 salió escoltando al portaviones ligero HMS Invincible que ese día comenzaba su viaje de regreso a Gran Bretaña tras ser relevado por el HMS Illustrious. El buque arribó a Portsmouth el 17 de septiembre de 1982.